# Кубок незалежності Бразилії
Кубок незалежності Бразилії — футбольний турнір, який відбувся влітку 1972 року. Серед журналістів відразу отримав і іншу, неофіційну, назву — «малий чемпіонат світу».

## Історія
Після перемоги збірної на чемпіонаті світу 1970 року Бразильська конфедерація футболу ухвалила рішення провести міжнародний турнір, присвячений 150-й річниці незалежності. За планом організаторів, у ньому мали брати участь усі команди, які вигравали чемпіонат світу (Уругвай, Італія, ФРН, Бразилія і Англія). Однак, європейські збірні відмовилися від участі в турнірі. Їх місця посіли команди Чехословаччини, СРСР і Шотландії.
На першому етапі 15 збірних провели одноколові турніри у трьох групах. Серед учасників були команди Африки і КОНКАКАФ. В наступному раунді виступали переможці груп (Аргентина, Португалія і Югославія), а також збірні Бразилії, Уругваю, Чехословаччини, СРСР і Шотландії. Радянська збірна була сформована на базі лідера чемпіонату — ворошиловградської «Зорі».
До фіналу вийшли команди Бразилії і Португалії. Вирішальний гол, за хвилину до завершення гри, забив нападник господарів турніру Жаїрзіньйо.

## Група 1
| Команда   | І | В | Н | П | ЗМ | ПМ | О |
| --------- | - | - | - | - | -- | -- | - |
| Аргентина | 4 | 3 | 1 | 0 | 13 | 1  | 7 |
| Франція   | 4 | 3 | 1 | 0 | 10 | 2  | 7 |
| Африка    | 4 | 1 | 1 | 2 | 3  | 4  | 3 |
| Колумбія  | 4 | 1 | 0 | 3 | 7  | 13 | 2 |
| КОНКАКАФ  | 4 | 0 | 1 | 3 | 3  | 16 | 1 |

## Група 2
| Команда    | І | В | Н | П | ЗМ | ПМ | О |
| ---------- | - | - | - | - | -- | -- | - |
| Португалія | 4 | 4 | 0 | 0 | 12 | 2  | 8 |
| Чилі       | 4 | 3 | 0 | 1 | 7  | 7  | 6 |
| Ірландія   | 4 | 2 | 0 | 2 | 7  | 7  | 4 |
| Еквадор    | 4 | 0 | 1 | 3 | 4  | 9  | 1 |
| Іран       | 4 | 0 | 1 | 3 | 3  | 8  | 1 |

## Група 3
| Команда   | І | В | Н | П | ЗМ | ПМ | О |
| --------- | - | - | - | - | -- | -- | - |
| Югославія | 4 | 3 | 1 | 0 | 15 | 3  | 7 |
| Парагвай  | 4 | 3 | 0 | 1 | 12 | 4  | 6 |
| Перу      | 4 | 2 | 0 | 2 | 5  | 3  | 4 |
| Болівія   | 4 | 0 | 2 | 2 | 4  | 12 | 2 |
| Венесуела | 4 | 0 | 1 | 3 | 3  | 17 | 1 |

## Група A
| 28 червня 1972 |

| Бразилія | 0 : 0 | Чехословаччина |
| -------- | ----- | -------------- |
|          | Звіт  |                |

| Маракана (Ріо-де-Жанейро) Глядачів: 115 000 Арбітр: Курт Ченшер (ФРН) |

Чехословаччина: Іво Віктор, Людовіт Злоха, Кароль Добіаш, Владімір Гагара, Ян Пиварник, Антон Грушеський, Ярослав Поллак, Ян Медвідь, Павел Стратіл (Владімір Тернений, 74), Йозеф Адамець, Душан Кабат. Тренери: Ладислав Новак, Ладислав Качаний.
| 29 червня 1972 |

| Шотландія       | 2 : 2 | Югославія              |
| --------------- | ----- | ---------------------- |
| Макарі 40', 67' | Звіт  | Баєвич 60' Єркович 86' |

| Белу-Оризонті Глядачів: 3 500 |

Шотландія: Еллі Хантер, Алекс Форсайт (Джон Гансен, 46), Мартін Бакен, Едді Колгухоун, Віллі Донаг'ю, Біллі Бремнер, Річард Гартфорд, Джордж Грем, Віллі Морган, Деніс Лоу (Джиммі Боун, 76), Лу Макарі. Тренер: Томмі Дохерті.
Югославія: Різах Мешкович, Петар Кривокуча, Мирослав Бошкович (Слободан Сантрач, 38), Йосип Каталинський, Благоє Паунович, Данило Попивода (Юриця Єркович, 46), Бранко Облак, Душан Баєвич, Йован Ачимович, Драган Джаїч, Мирослав Павлович. Тренер: Вуядин Бошков.
| 2 липня 1972 |

| Бразилія                         | 3 : 0 | Югославія |
| -------------------------------- | ----- | --------- |
| Лейвінья 19', 23' Жаїрзіньйо 64' | Звіт  |           |

| Морумбі (Сан-Паулу) Глядачів: 74 218 Арбітр: Уве Дальберг (Швеція) |

Бразилія: Емерсон Леао, Зе Марія, Бріто, Вантуір, Марко Антоніо, Клодоалдо, Жерсон, Пауло Сезар (Лейвінья), Жаїрзіньйо, Тостао, Роберто Рівеліно. Тренер: Маріо Загалло.
Югославія: Енвер Марич, Петар Кривокуча, Драгослав Степанович, Бранко Облак, Йосип Каталинський (Благоє Паунович, 70), Мирослав Павлович, Данило Попивода, Юриця Єркович, Душан Баєвич, Йован Ачимович (Слободан Сантрач, 46), Драган Джаїч. Тренер: Вуядин Бошков.
| 2 липня 1972 |

| Шотландія | 0 : 0 | Чехословаччина |
| --------- | ----- | -------------- |
|           | Звіт  |                |

| Бейра-Ріу (Порту-Алегрі) Глядачів: 2 000 Арбітр: Армандо Маркес (Бразилія) |

Шотландія: Боббі Кларк, Алекс Форсайт, Мартін Бакен, Едді Колгухоун, Віллі Донаг'ю, Біллі Бремнер, Джордж Грем, Деніс Лоу (Колін Стін, 78), Річард Гартфорд, Віллі Морган, Лу Макарі. Тренер: Томмі Дохерті.
Чехословаччина: Іво Віктор, Кароль Добіаш, Людовіт Злоха, Владімір Гагара, Ян Пиварник, Ян Медвідь, Ярослав Поллак, Ладислав Куна, Владімір Тернений (Антон Грушеський, 70), Йозеф Адамець, Душан Кабат (Ян Чапкович, 60). Тренери: Ладислав Новак, Ладислав Качаний.
| 5 липня 1972 |

| Бразилія       | 1 : 0 | Шотландія |
| -------------- | ----- | --------- |
| Жаїрзіньйо 35' | Звіт  |           |

| Маракана (Ріо-де-Жанейро) Глядачів: 130 000 Арбітр: Абрахам Клейн (Ізраїль) |

Бразилія: Емерсон Леао, Зе Марія, Бріто, Вантуір, Марко Антоніо, Клодоалдо, Жерсон, Роберто Рівеліно, Жаїрзіньйо, Лейвінья (Даріо), Тостао. Тренер: Маріо Загалло.
Шотландія: Боббі Кларк, Алекс Форсайт, Мартін Бакен, Едді Колгухоун, Віллі Донаг'ю, Біллі Бремнер, Джордж Грем, Деніс Лоу, Річард Гартфорд, Віллі Морган, Лу Макарі. Тренер: Томмі Дохерті.
| 6 липня 1972 |

| Югославія            | 2 : 1 | Чехословаччина |
| -------------------- | ----- | -------------- |
| Баєвич 19' Джаїч 77' | Звіт  | Грушеський 87' |

| Пакаембу (Сан-Паулу) Глядачів: 358 Арбітр: Армандо Маркес (Бразилія) |

Югославія: Енвер Марич, Мирослав Бошкович, Драгослав Степанович, Мирослав Павлович, Йосип Каталинський, Благоє Паунович, Ілія Петкович, Бранко Облак, Душан Баєвич (Йосип Букал, 80), Йован Ачимович, Драган Джаїч. Тренер: Вуядин Бошков.
Чехословаччина: Іво Віктор, Людовіт Злоха, Кароль Добіаш, Владімір Гагара (Ладислав Куна, 19), Ян Пиварник, Ян Медвідь (Владімір Тернений, 24), Ярослав Поллак, Антон Грушеський, Павел Стратіл, Йозеф Адамець, Душан Кабат. Тренери: Ладислав Новак, Ладислав Качаний.
| Команда        | І | В | Н | П | ЗМ | ПМ | О |
| -------------- | - | - | - | - | -- | -- | - |
| Бразилія       | 3 | 2 | 1 | 0 | 4  | 0  | 5 |
| Югославія      | 3 | 1 | 1 | 1 | 4  | 6  | 3 |
| Шотландія      | 3 | 0 | 2 | 1 | 2  | 3  | 2 |
| Чехословаччина | 3 | 0 | 2 | 1 | 1  | 2  | 2 |

## Група B
| 29 червня 1972 |

| Португалія                        | 3 : 1 | Аргентина    |
| --------------------------------- | ----- | ------------ |
| Калісту 38' Еусебіу 45' Дініш 47' | Звіт  | Бріндісі 39' |

| Маракана (Ріо-де-Жанейро) Глядачів: 30 000 Арбітр: Едвін Волкер (Англія) |

Португалія: Жозе Енріке, Артур Коррея, Умберту Коеліу, Месіас Тімула, Адольфу Калісту, Антоніу Олівейра, Хайме Граса, Фернанду Переш (Аугусту Матіне, 83), Руй Жордан, Еусебіу, Хоакім Дініш. Тренер: Жозе Аугушту.
| 29 червня 1972 |

| СРСР         | 1 : 0 | Уругвай |
| ------------ | ----- | ------- |
| Онищенко 59' | Звіт  |         |

| Морумбі (Сан-Паулу) Глядачів: 10 000 Арбітр: Абрахам Клейн (Ізраїль) |

СРСР: Олександр Ткаченко, Сергій Кузнецов, Володимир Малигін, Микола Пінчук, Юрій Васенін, Олександр Журавльов, Віктор Кузнецов (Анатолій Бишовець, 71), В'ячеслав Семенов, Юрій Єлісєєв, Валерій Копій (Сергій Морозов, 46), Володимир Онищенко. Тренер: Герман Зонін.
| 2 липня 1972 |

| Уругвай    | 1 : 1 | Португалія |
| ---------- | ----- | ---------- |
| Павоні 19' | Звіт  | Граса 44'  |

| Маракана (Ріо-де-Жанейро) Глядачів: 45 590 Арбітр: Рудольф Шерер (Швейцарія) |

Португалія: Жозе Енріке, Артур Коррея, Умберту Коеліу, Месіас Тімула, Адольфу Калісту, Антоніу Олівейра, Хайме Граса, Фернанду Переш, Руй Жордан, Еусебіу, Хоакім Дініш (Таманьїні Нене, 46). Тренер: Жозе Аугушту.
| 2 липня 1972 |

| Аргентина     | 1 : 0 | СРСР |
| ------------- | ----- | ---- |
| Пасторіса 27' | Звіт  |      |

| Белу-Оризонті Глядачів: 8 000 Арбітр: Гонсалес (Мексика) |

СРСР: Олександр Ткаченко, Сергій Кузнецов, Володимир Малигін, Євген Ловчєв, Юрій Васенін, Олександр Журавльов, Віктор Кузнецов (Анатолій Бишовець, 65), В'ячеслав Семенов (Кахі Асатіані, 46), Юрій Єлісєєв, Анатолій Куксов, Володимир Онищенко. Тренер: Герман Зонін.
| 6 липня 1972 |

| Аргентина | 1 : 0 | Уругвай |
| --------- | ----- | ------- |
| Мас 37'   | Звіт  |         |

| «Бейра-Ріу» (Порту-Алегрі) Арбітр: Едвін Волкер (Англія) |

| 6 липня 1972 |

| Португалія | 1 : 0 | СРСР |
| ---------- | ----- | ---- |
| Жордан 46' | Звіт  |      |

| «Мінейран» (Белу-Оризонті) Глядачів: 12 000 Арбітр: Курт Ченшер (ФРН) |

Португалія: Жозе Енріке, Артур Коррея, Умберту Коеліу, Месіас Тімула, Адольфу Калісту, Антоніу Олівейра, Хайме Граса, Фернанду Переш, Руй Жордан, Еусебіу (Артур Жорже, 75), Хоакім Дініш (Таманьїні Нене, 66). Тренер: Жозе Аугушту.
СРСР: Олександр Ткаченко (Михайло Форкаш, 89), Сергій Кузнецов, Володимир Малигін, Євген Ловчєв, Юрій Васенін, Олександр Журавльов, Віктор Кузнецов, В'ячеслав Семенов, Анатолій Бишовець, Анатолій Куксов, Володимир Онищенко (Юрій Єлісєєв, 23). Тренер: Герман Зонін.
| Команда    | І | В | Н | П | ЗМ | ПМ | О |
| ---------- | - | - | - | - | -- | -- | - |
| Португалія | 3 | 2 | 1 | 0 | 5  | 2  | 5 |
| Аргентина  | 3 | 2 | 0 | 1 | 3  | 3  | 4 |
| СРСР       | 3 | 1 | 0 | 2 | 1  | 2  | 2 |
| Уругвай    | 3 | 0 | 1 | 2 | 1  | 3  | 1 |

## Третє місце
| 9 липня 1972 |

| Югославія                                  | 4 : 2 | Аргентина                       |
| ------------------------------------------ | ----- | ------------------------------- |
| Баєвич 26', 82' Каталинський 36' Джаїч 64' | Звіт  | Бріндісі 61' (пен.), 87' (пен.) |

| Маракана (Ріо-де-Жанейро) Глядачів: 120 000 Арбітр: Пауль Шиллер (Австрія) |

Югославія: Енвер Марич, Мирослав Бошкович, Драгослав Степанович, Мирослав Павлович, Йосип Каталинський, Благоє Паунович (Юсуф Гатунич, 46), Ілія Петкович (Юриця Єркович, 46), Бранко Облак, Душан Баєвич, Йован Ачимович, Драган Джаїч. Тренер: Вуядин Бошков.
Аргентина: Мігель Санторо, Хорхе Домінічі, Освальдо Піацца, Анхель Баргас, Рамон Ередія (Рубен Діас, 71), Мігель Раймондо (Анхель Бріндісі, 46), Алехандро Семеневич, Хосе Пасторіса, Ернесто Мастранджело, Роке Аваляй, Оскар Мас. Тренер: Хуан Піццуті.

## Фінал
| 9 липня 1972 |

| Бразилія       | 1 : 0 | Португалія |
| -------------- | ----- | ---------- |
| Жаїрзіньйо 89' | Звіт  |            |

| Маракана (Ріо-де-Жанейро) Глядачів: 99 138 Арбітр: Абрахам Клейн (Ізраїль) |

Бразилія: Емерсон Леао, Зе Марія, Бріто, Вантуїр, Марко Антоніо (Родрігес Нето), Клодоалдо, Жерсон, Жаїрзіньйо, Тостао, Лейвінья (Даріо), Роберто Рівеліно. Тренер: Маріо Загалло.
Португалія: Жозе Енріке, Артур Коррея, Умберту Коеліу, Месіас Тімула, Адольфу Калісту, Антоніу Олівейра, Хайме Граса, Фернанду Переш, Руй Жордан (Артур Жорже, 77), Еусебіу, Хоакім Дініш. Тренер: Жозе Аугушту.

## Бомбардири
13 — Душан Баєвич (Югославія);
5 — Родольфо Фішер (Аргентина), Хоакім Дініш (Португалія);
4 — Карлос Касселі (Чилі), Карлос Б'янкі, Оскар Мас (обидва — Аргентина), Еусебіу (Португалія), Драган Джаїч (Югославія), Крістобаль Мальдонадо (Парагвай);
3 — Сатурніно Арруа (Парагвай), Жаїрзіньйо (Бразилія), Йосип Каталинський (Югославія), Ерве Ревеллі (Франція).